# ETI
ETI — турецкая пищевая компания. Известна по всему миру благодаря экспорту. Популярность приобрели крекеры, печенья, торты, вафли, а также еда для младенцев. Работает с 1962 года. За свою работу удостаивалась премий. В 2012 году в честь 50-летия фирмы был проведён ряд праздничных мероприятий.

### История компании
Eti была основана в 1962 году Фирузом Канатлы. Компания использует хеттский солнечный диск в качестве своего логотипа. Название «Eti» также является синонимом слова «хетт» на турецком языке.
В 2003 году Канатлы начал «новую эру» на производственных мощностях, чтобы повысить эффективность, что он сам назвал «гражданской войной».
В своем единственном интервью Фируз Канатлы объяснил, что в 1996 году компания была вынуждена просить разрешение и платить налоги движению Гюлена, если хотела продолжать продавать свою продукцию в Стамбуле. Компания изменила своего дистрибьютора в городе, чтобы избежать влияния движения.
После смерти Фируза Канатлы в октябре 2017 года его сын, Фирузхан Канатлы, стал председателем компании.
Компания имеет 9 производственных предприятий и насчитывает более 7000 сотрудников.
Eti наиболее известна первым в Турции волокнистым печеньем Burçak и небольшими кексами Eti Popkek. В 2014 году компания также начала производство молочной продукции, среди которой Süt Burger, Pastamia, Sosbom и Mousse. В общей сложности Eti предлагает более 150 различных видов продукции.
1 декабря 2021 года Eti изменила название одного из своих продуктов — шоколадного печенья с кремовой начинкой Negro, похожего на Oreo, — на Nero. Согласно заявлению компании, изменение было сделано, поскольку в некоторых странах предыдущее название использовалось как выражение дискриминации. Предыдущее название означало «черный» на испанском, а новое — то же самое на итальянском.